# Tvrda Reka
Tvrda Reka is een plaats in de gemeente Kapela in de Kroatische provincie Bjelovar-Bilogora. De plaats telt 29 inwoners (2001).